# Die Fahrt zum Leuchtturm

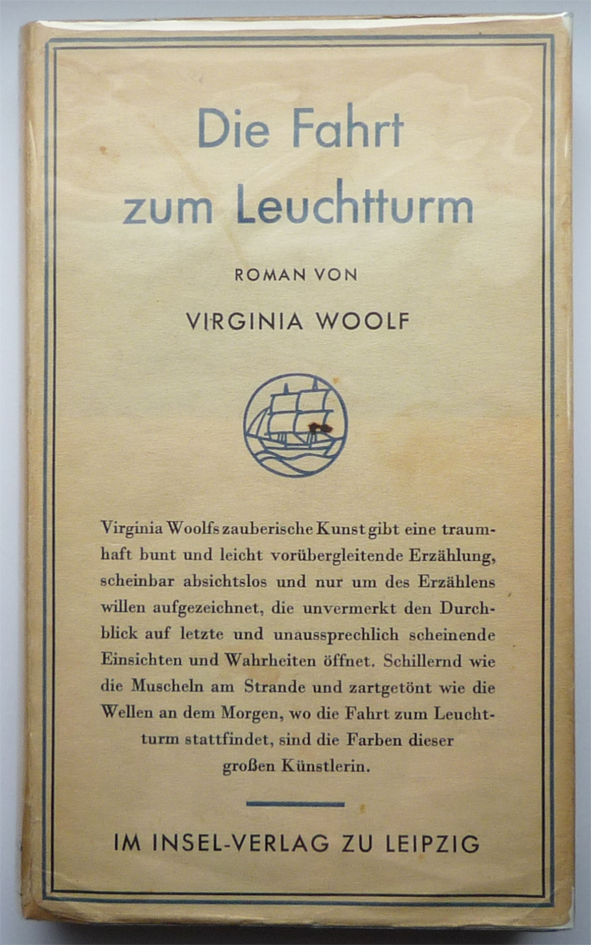
Deutsche Erstausgabe, Insel, Leipzig 1931

Die Fahrt zum Leuchtturm, aktueller Titel Zum Leuchtturm (englisch To the Lighthouse), ist ein Roman von Virginia Woolf. Die mehrstimmige Geschichte handelt von der Ramsay-Familie und ihren Besuchen auf der schottischen Isle of Skye zwischen 1910 und 1920.
Der Roman gehört zur modernen Literatur und verwendet ähnliche Erzähltechniken wie Marcel Proust oder James Joyce, deren Prosa manchmal gewunden und schwer zu verfolgen sein kann. Die Handlung ist der Innenschau der Figuren untergeordnet. Das Buch enthält kaum Dialoge, und es geschieht wenig; der Text drückt vor allem die Gedanken und Wahrnehmungen der Hauptfiguren aus. Im Zentrum stehen Lily Briscoe, deren Beobachtungen der Ramsay-Familie das Rückgrat des Buches bilden, sowie Mrs Ramsay. Der Roman trägt autobiographische Züge. Mit ihm befreit sich Virginia Woolf aus dem Schatten ihrer Eltern. Er erinnert an die dauerhaft prägende Kraft von Kindheitserinnerungen und betont die Unbeständigkeit der Beziehungen unter Erwachsenen. 
2015 wählten 82 internationale Literaturkritiker und -wissenschaftler die 100 bedeutendsten britischen Romane aus. In dieser Liste der häufigsten Nennungen befindet sich – nach George Eliots Middlemarch – der Roman To the Lighthouse auf dem zweiten Platz.

## Handlung

### Kapitel 1: Das Fenster
Der Roman spielt im Landhaus der Ramsays auf der Hebrideninsel Skye. Er setzt ein, als Mrs Ramsay ihrem Sohn James versichert, dass sie am nächsten Tag den Leuchtturm besuchen würden. Ihr Mann widerspricht, das Wetter werde ungeeignet sein, wodurch die Spannungen innerhalb des Ehepaars und zwischen Vater und Sohn deutlich werden. Mr und Mrs Ramsay beantworten die Fragen ihres Sohnes James wegen der bevorstehenden Fahrt zum Leuchtturm angesichts widriger Winde jeweils im Sinne ihres traditionellen Rollenverständnisses. Mrs Ramsay sorgt sich um den ängstlichen James und wählt ihre Worte sorgfältig, um ihn nicht zu verletzen, während Mr Ramsays seine deutlichen Aussagen, die angeblich „immer wahr“ sind, ohne Rücksicht auf die Gefühle des Kindes macht. James liebt seine Mutter, hält aber seinen Vater für realitätstüchtiger. Während ihre Töchter, die eigentlich das traditionelle Rollenbild überwinden wollen, die Mutter insgeheim bewundern, sehnt sie sich nach einer Perspektive jenseits der häuslichen Sphäre. Auf diesen Vorfall wird zu verschiedenen Gelegenheiten in diesem Kapitel angespielt, vor allem wenn es um die Beziehung des Ehepaars Ramsay geht.
Die Ramsays haben in ihrem Haus eine Reihe von Freunden und Kollegen aufgenommen, darunter Lily Briscoe, die zu Anfang eine junge, ihrer selbst unsichere Malerin ist, die sich an einem Gemälde des Hauses versucht. Lily zweifelt ständig an sich selbst, was durch die Bemerkungen eines anderen Gasts, Charles Tansley, gefördert wird, der unverblümt behauptet, Frauen könnten weder malen noch schreiben. Tansley ist ein Bewunderer Mr Ramsays und seiner philosophischen Abhandlungen.
Das Kapitel endet mit einem großen Abendessen. Mr Ramsay ärgert sich über den Dichter Augustus Carmichael, als der um einen Nachschlag Suppe bittet. Mrs Ramsay, die selbst nach dem perfekten Abendessen strebt, ärgert sich wiederum über Paul Rayley und Minta Doyle – zwei Bekannte, zwischen denen sie eine Ehe stiften will –, die zu spät zum Abendessen erscheinen, weil Minta die Agraffe ihrer Großmutter am Strand verloren hat.

### Kapitel 2: Die Zeit vergeht
Zwischen dem ersten und dritten Kapitel liegen etwa zehn Jahre. Das zweite Kapitel dient der Autorin dazu, ein Gefühl für die verflossene Zeit zu vermitteln. Woolf beschrieb diesen Abschnitt als „interessantes Experiment“. Die Rolle dieses Kapitels als Verbindungsstück der beiden dominierenden Teile der Geschichte, wird auch in Woolfs Notizen zu ihrem Roman deutlich: Über eine H-förmige Zeichnung schrieb sie „zwei Blöcke verbunden durch einen Korridor“. Während dieser Zeit beginnt und endet der Erste Weltkrieg. Außerdem wird der Leser über das Schicksal der Figuren informiert, die im ersten Kapitel eingeführt wurden: Mrs Ramsay ist gestorben, ihre Tochter Prue stirbt im Kindbett, und ihr Sohn Andrew fällt im Krieg. Mr Ramsay bleibt ohne die Hilfe seiner Frau den Anfällen seiner Todesangst und seinen Selbstzweifeln ausgesetzt.

### Kapitel 3: Der Leuchtturm
Im Schlusskapitel kehren einige Ramsays zehn Jahre später in das Landhaus zurück, wo Mr Ramsay endlich die lange verschobene Fahrt zum Leuchtturm mit seinem Sohn James und seiner Tochter Cam(illa) nachholen will. Es kommt beinahe nicht dazu, weil die Kinder zu spät erscheinen, aber schließlich legen sie ab. Unterwegs schweigen James und Cam verstockt, weil sie gezwungen wurden mitzufahren. James gelingt es, das Boot gut zu handhaben, und statt der üblichen Kritik, die er von seinem Vater erwartet, bekommt er zum Schluss ein Kompliment, wodurch ein seltener Moment des Einverständnisses zwischen Vater und Sohn entsteht. Und auch Cams Haltung gegenüber ihrem Vater hat sich gewandelt.
Sie werden begleitet von dem Matrosen Macalister und dessen Sohn, der auf der Fahrt Fische fängt. Einem noch lebenden Fisch schneidet er ein Teil heraus, das er als neuen Köder verwendet, wonach er den Rest des Fisches ins Meer zurückwirft. Das dient Virginia Woolf als Metapher für die Welt als grausamer, mitleidsloser Umgebung, in der es zu überleben gilt.
Während die Ramsays zum Leuchtturm übersetzen, versucht Lily sich noch einmal daran, das Haus zu malen. Immer wieder steigen Gedanken an Mrs Ramsay auf, die zwar Lilys künstlerische Ambitionen unterstützt hat, andererseits aber auch auf subtile Weise versucht hat, ihr Leben zu kontrollieren. Diesmal gelingt es Lily, das Gemälde zu vollenden. Ihr wird klar, dass es wichtiger ist, ihrer eigenen Vision zu folgen, als mit ihrem Werk irgendein Vermächtnis zu hinterlassen – eine Lektion, die Mr Ramsay noch lernen muss.

## Erzählweise und Perspektive
Der Roman hat keinen allwissenden Erzähler; stattdessen entfaltet sich die Handlung im Bewusstseinsstrom der einzelnen Figuren. Dadurch erhält der Leser auch keine klaren Vorgaben, wie er die Handlung zu verstehen hat, und muss sich selbst anhand der Entwicklung der Figuren eine Meinung bilden.
Große Teile von Woolfs Roman handeln nicht vom Gesehenen, sondern untersuchen den Wahrnehmungsprozess, versuchen zu verstehen, was beim Sehen geschieht. Wie aus ihrem Tagebuch hervorgeht, verbrachte Virginia Woolf geraume Zeit damit, sich selbst beim Denken zu beobachten, was für Worte und Gefühle in ihrem Kopf als Reaktion auf Gesehenes aufstiegen.
Eröffnet wird der Roman, in dem der Leser mitten in eine Gesprächssituation hineingeführt wird wie in einer klassischen viktorianischen Erzählung. Während es im ersten Kapitel darum geht, die Beziehungen zwischen den Figuren und ihre Wahrnehmungen zu beschreiben, gibt es im zweiten Kapitel keine handelnden Figuren. Woolf schrieb diesen Abschnitt aus der Perspektive eines distanzierten Erzählers, wodurch der Ablauf der Zeit deutlich werden soll. Dieser Teil wirkt unpersönlich, ein Beispiel für das, was Woolf „das Leben, wenn wir nicht daran teilhaben“ nannte.

### Der Schauplatz

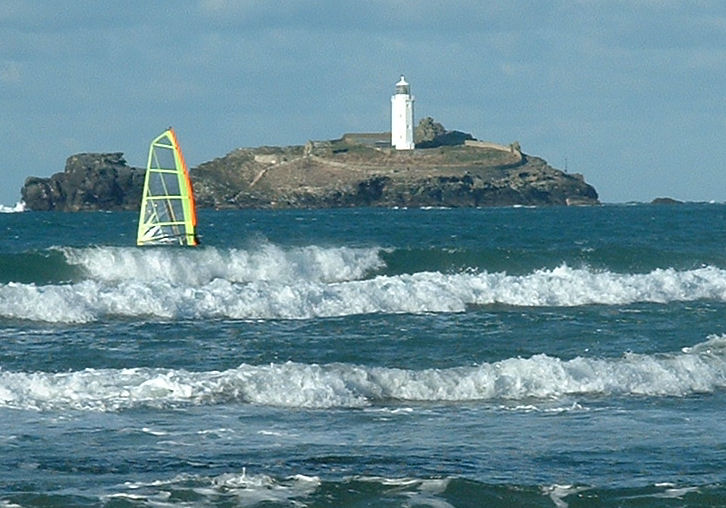
Leuchtturm von Godrevy Point nahe St Ives

Leslie Stephen, Woolfs Vater und wahrscheinlich das Vorbild für die Figur von Mr Ramsay, begann kurz nach ihrer Geburt 1882 damit, Talland House in St Ives anzumieten. In den folgenden zehn Jahren verbrachte die Familie dort die Sommerferien. Der Schauplatz der Handlung auf den Hebriden ist nach diesem Vorbild geformt. Wie auch in der tatsächlichen Bucht von St Ives gibt es Gärten, die bis ans Meer reichen, einen Strand und einen Leuchtturm.
Während allerdings im Roman die Ramsays nach dem Krieg zu dem Haus zurückkehren, hatten die Stephens ihr Haus zu der Zeit schon lange aufgegeben. Nach dem Krieg besuchte Virginia Woolf gemeinsam mit ihrer Schwester Vanessa Talland House unter den neuen Besitzern und später – lange nachdem ihre Eltern gestorben waren – wiederholte sie die Fahrt.

## Veröffentlichungsgeschichte
Als sie das Manuskript des autobiographischsten ihrer Romane abgeschlossen hatte, beschrieb ihn Woolf als „bei weitem das beste meiner Bücher“ und ihr Ehemann Leonard hielt ihn für ein Meisterwerk: „vollkommen neu […] ein psychologisches Gedicht.“ Sie veröffentlichten ihn 1927 in der von ihnen gegründeten Hogarth Press. Die erste Auflage von 3000 enthielt 320 Seiten, maß 7,5 mal 5 Zoll und war in blaues Leinen gebunden. Das Buch verkaufte sich besser als alle Romane von Virginia Woolf zuvor, und die Woolfs konnten sich von dem Erlös ein Auto kaufen. Vor der Fahrt zum Leuchtturm hatte Virginia Woolf Mrs Dalloway geschrieben, danach folgte Orlando.

### Bibliografie
- To the Lighthouse. Hogarth, London 1927. (Von der ersten Auflage wurden 3000 gedruckt, eine zweite Auflage folgte im Juni.)
- To the Lighthouse. Harcourt Brace, New York 1927. (erste US-amerikanische Auflage von 4000; mindestens fünf Mal in diesem Jahr nachgedruckt)
- Deutsche Erstübersetzung: Die Fahrt zum Leuchtturm. Insel, Leipzig 1931. Übersetzt von Karl Lerbs.[2]
- Zweite deutsche Übersetzung: Die Fahrt zum Leuchtturm. Übersetzt von Herberth E. Herlitschka und Marlys Herlitschka. Fischer, Frankfurt am Main 1956.
- Taschenbuchausgabe: Zum Leuchtturm. Übersetzt von Karin Kersten, herausgegeben von Klaus Reichert. Fischer, Frankfurt am Main 1993, ISBN 978-3-596-12019-2.

### Film und Theater
- To the Lighthouse: Film von 1983 mit Rosemary Harris, Michael Gough, Suzanne Berti und Kenneth Branagh.
- To the Lighthouse: Theaterstück von Adele Edling Shank mit Musik von Paul Dresher. Die Welturaufführung 2007 im Berkeley Repertory Theatre, Berkeley, Kalifornien stand unter der Regie von Les Waters.

### Hörspielbearbeitung
- Zum Leuchtturm, Hörspiel in drei Teilen. Mit Zoe Hutmacher, Wiebke Puls, Irina Wanka (Erzählerinnen), Krista Posch (Mrs Ramsay), Walter Hess (Mr Ramsay), Caroline Ebner (Lily Briscoe), Shenja Lacher (Charles Tansley), Julia Loibl (Prue), Christian Löber (Andrew), Peter Brombacher (Mr. Banks), Moritz Zehner. Bearbeitung: Gaby Hartel, Komposition: Ulrike Haage, Regie: Katja Langenbach. BR Hörspiel und Medienkunst 2016. Als Podcast/Download im BR Hörspiel Pool.[3]